# Јаков Боровицки
Јаков Боровицки је хришћански светитељ канонизован од стране Руске православне црква као преподобни мученик.
О животу светог Јакова се мало зна. По црквеном предању страдао је од удара грома око 1540. године. Његово тело допловило је једнога дана на санти леда по реци Мсти до села Боровиц у Новгородској области, и ту се зауставило. Од тамошњих житеља је сахрањено, и пренето у тамошњу цркву посвећену Силаску Светог Духа. Од његових светих моштију појавила су се многа чудеса.
Православна црква помиње светог Јакова 23. октобра по јулијанском календару.